# Pallavolo ai XIV Giochi asiatici - Torneo femminile
L'XI campionato di pallavolo femminile ai Giochi asiatici si è svolto dal 2 al 10 ottobre 2002 a Pusan, nella Corea del Nord, durante i XIV Giochi asiatici. Al torneo hanno partecipato 6 squadre nazionali asiatiche e la vittoria finale è andata par la quinta volta, la seconda consecutiva, alla Cina.

## Squadre partecipanti
| - Cina - Corea del Sud - Giappone - Kazakistan - Taipei cinese - Thailandia |

## Classifica finale
| Classifica | Squadre       |
| ---------- | ------------- |
|            | Cina          |
|            | Corea del Sud |
|            | Giappone      |
| 4          | Taipei cinese |
| 5          | Thailandia    |
| 6          | Kazakistan    |